# SN 1975F
SN 1975F – supernowa typu Pec odkryta 14 maja 1975 roku w galaktyce NGC 2935. W momencie odkrycia miała maksymalną jasność 15,00m.